# Férentina
Férentina était, dans la mythologie romaine, la déesse protectrice de la ville de Ferentium (cité située à 75 km au sud de Rome). Elle avait son bois et sa source sacrée près de la ville. Ainsi, Tite-Live nous raconte que Turnus Herdonius d'Aricie fut noyé dans cette source sur l'ordre de Tarquin le Superbe. Elle possède d'ailleurs un sanctuaire à Aricie (ville du Latium).
À l'origine, Férentina était, chez les Osques et les Herniques, une dénomination de leur Vénus latine. Assimilé par les Romains, sa fonction s'est transformée en déesse protectrice de la Ligue latine car c'est dans son bois dédié que se tenaient les réunions entre les peuples latins.
Elle donna également son nom à une des neuf portes de Rome, que l'on nomme également porte Latine.